# Eudistoma superlatum
Eudistoma superlatum is een zakpijpensoort uit de familie van de Polycitoridae. De wetenschappelijke naam van de soort is voor het eerst geldig gepubliceerd in 1990 door Kott.